# هدلی (ماساچوست)
هدلی، ماساچوست
هدلی(به انگلیسی: Hadley) شهرکی در شهرستان همشایر ایالت ماساچوست می‌باشد که در سال ۱۶۶۱ بنیان‌گذاری شده‌است. این شهرک در سرشماری سال ۲۰۱۰ میلادی، ۵٬۲۵۰ نفر جمعیت داشته‌است.